# Thornbury (Devon)
Thornbury – wieś i civil parish w Anglii, w Devon, w dystrykcie Torridge. W 2011 civil parish liczyła 285 mieszkańców. Thornbury jest wspomniana w Domesday Book (1086) jako Torneberie/Torneberia.